# 莲花南路
31°04′20″N 121°25′40″E / 31.0721213°N 121.4277433°E
 莲花南路，是中國上海市闵行区东部的一条区管公路，北起梅陇镇沪闵路口接莲花路，南至吴泾镇黄浦江畔，以广西莲花为名，始建于1998年。沿途有上海交通大学闵行校区、华东师范大学闵行校区、紫竹国家高新技术产业开发区。上海轨道交通15号线在莲花南路上设曙建路站、双柏路站、元江路站、永德路站和紫竹高新区站，均为地下站。

## 主要交汇道路（由北向南）
- 沪闵路（沪闵高架路）接莲花路
- 上中西路
- 罗秀路
- 罗阳路
- 罗锦路
- 外环高速
- 莘朱路
- 高兴路
- 春申路
- 兴梅路
- 银都路
- 绿莲路
- 老沪闵路
- 金都路
- 双柏路、春都路
- 沪光路
- 澄江路、颛兴东路
- 向阳路
- 梅莲路
- 元江路
- 北吴路
- 放鹤路
- 园美路
- 永德路
- 剑川路
- 东川路
- 紫星路
- 紫月路
- 江川东路
- 紫光路

## 轨道交通
- 沪闵路口：1莲花路站
- 曙建路口：15曙建路站
- 双柏路口：15双柏路站
- 元江路口：15元江路站
- 永德路口：15永德路站
- 东川路口：1523紫竹高新区站
- 兰香湖南路口：15兰香湖南路站